# Богуслав Матей Чорногорський
Богусла́в Мате́й Чорного́рський (хрещений 16 лютого 1684, Нимбурк, Богемія — 1 липня 1742, Ґрац, Австрія) — чеський композитор, органіст і педагог епохи бароко. Писав мотети, інші хорові твори й для органа соло.

## Біографія
Батько Чорногорського Самюель був сином кантора у місті Нимбурк. Із 1700-го по 1702 вивчав філософію у Празькому університеті. В 1704 став францисканцем; потім у 1708 був висвячений у священики. Не завжаючи на це, був вигнаний із Чехії на десять років й оселився в місті Ассізі, в Італії. Із 1710 по 1715 працював органістом в церкві Базиліка Сан-Франческо та, можливо вивчав контрапункт із Джузеппе Тартіні. В Італії Чорногорський був званий «Padre Boemo». Після завершення терміну вигнання повернувся в Прагу, де присвятив себе викладанню. До видатних учнів «школи Чорногорського» належать Йозеф Зеґер, Франтішек Тума, Фелікс Бенда та інші. У 1731 знову поїхав до Італії та працював там органістом у Падуї. Помер у Ґраці в 1742 році.

## Стиль
Чорногорський визначний представник пізньобарочного стилю. Писав фуґи й токати для органа, вокальні твори. Сильно вплинув на розвиток музики у Чехії як композитор і педагог.

## Твори
Творчий доробок Чорногорського включає:
- Vesperae Minus Solemnes (1702—1710) для хору, двох скрипок та органа
- Regina Coeli (1712), антифон для подвійного хору
- Laudetur Jesus Christus (1729) для сопрано, альта, тенора, баса, струнних й органа
- Precatus est Moyses
- Quare Domine Irasceris обидва для сопрано, альта, тенора, баса, двох скрипок, альта, трьох труб й органу